# Associazione Calcio Como 1965-1966
Questa pagina raccoglie le informazioni riguardanti l'Associazione Calcio Como nelle competizioni ufficiali della stagione 1965-1966.

## Rosa
| N. |                   | Ruolo | Calciatore         |
| -- | ----------------- | ----- | ------------------ |
|    | Italia (bandiera) | P     | Pietro Carmignani  |
|    | Italia (bandiera) | P     | Lorenzo Maschietto |
|    | Italia (bandiera) | D     | Bruno Ballarini    |
|    | Italia (bandiera) | D     | Giovanni Barzaghi  |
|    | Italia (bandiera) | D     | Enrico Boriani     |
|    | Italia (bandiera) | D     | Roberto Colombo    |
|    | Italia (bandiera) | D     | Luigi Paleari      |
|    | Italia (bandiera) | D     | Adelio Verga       |
|    | Italia (bandiera) | C     | Giorgio Canali     |
|    | Italia (bandiera) | C     | Giuseppe Capriati  |

| N. |                   | Ruolo | Calciatore        |
| -- | ----------------- | ----- | ----------------- |
|    | Italia (bandiera) | C     | Settimo Pestrin   |
|    | Italia (bandiera) | C     | Giovanni Pirola   |
|    | Italia (bandiera) | C     | Alberto Sironi    |
|    | Italia (bandiera) | A     | Giuseppe Cattaneo |
|    | Italia (bandiera) | A     | Piergiorgio Corno |
|    | Italia (bandiera) | A     | Romano Giacomucci |
|    | Italia (bandiera) | A     | Giorgio Girol     |
|    | Italia (bandiera) | A     | Giorgio Mognon    |
|    | Italia (bandiera) | A     | Mario Musiello    |
|    | Italia (bandiera) | A     | Renzo Rossi       |